# 又兵衛桜

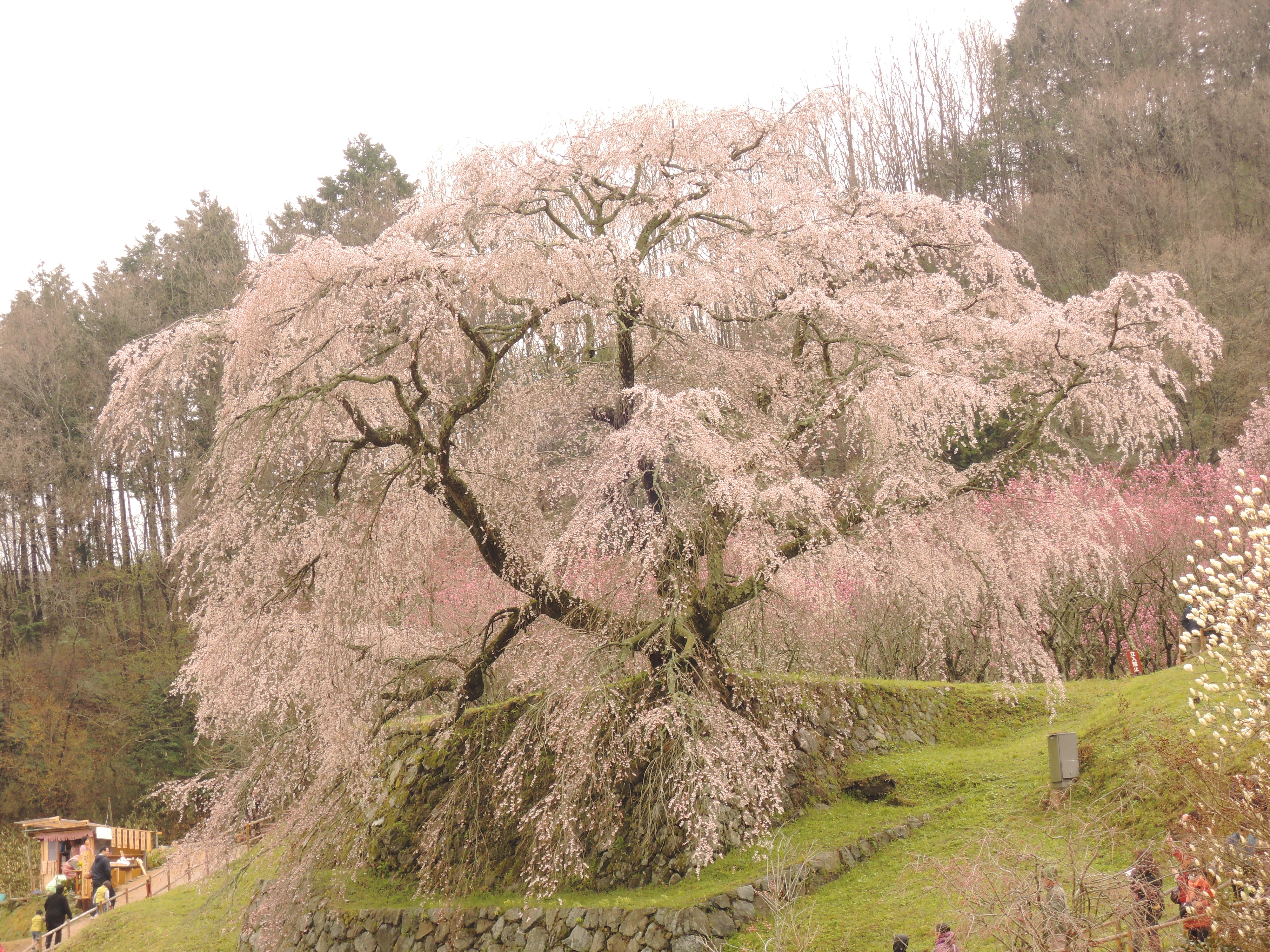
又兵衛桜

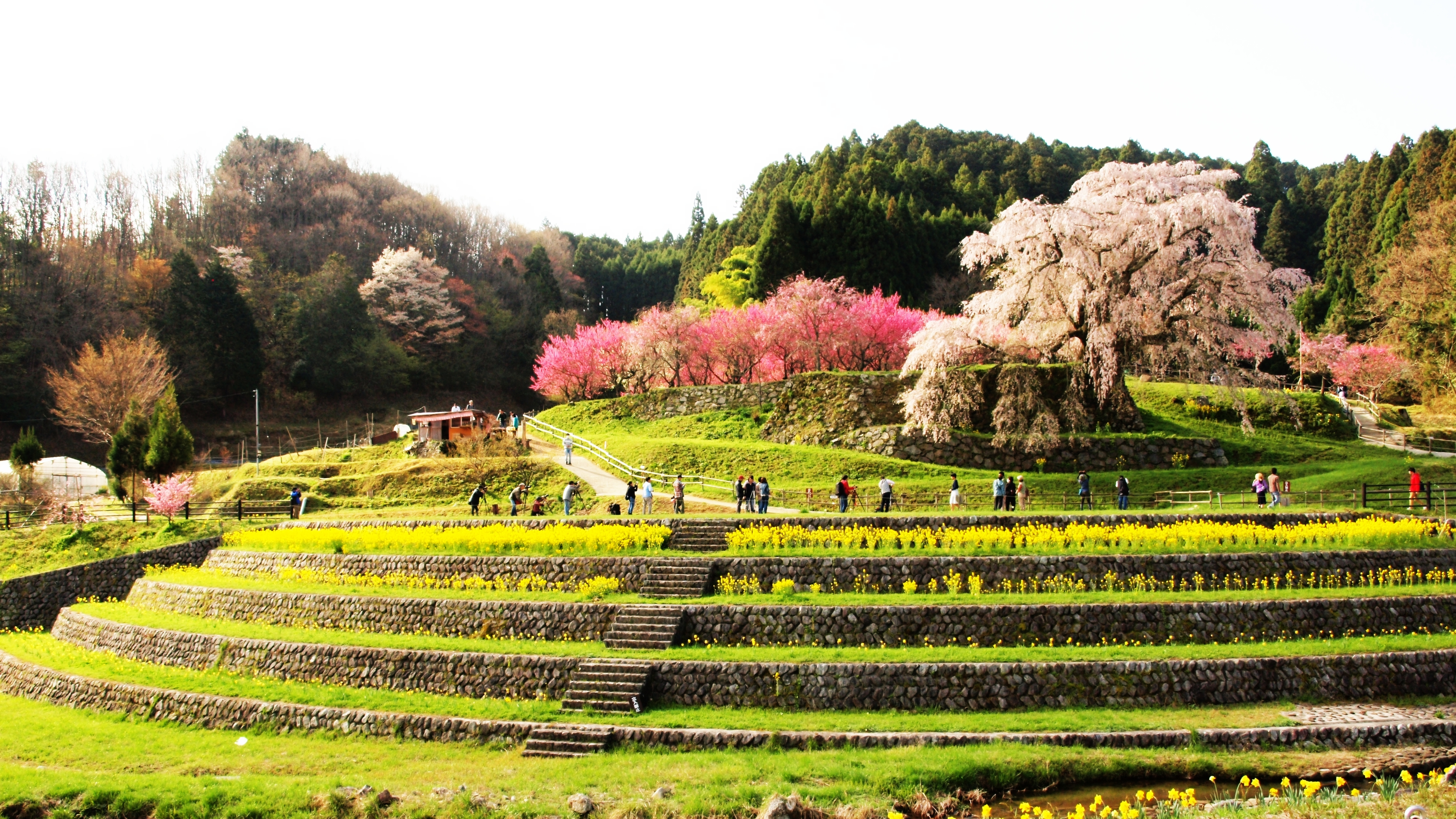
周辺環境

又兵衛桜（またべえざくら）は、奈良県宇陀市大宇陀本郷にあるの一本桜で、栽培品種としてはシダレザクラ。樹齢は約300年。瀧桜（たきざくら）とも呼ばれる。奈良県の保護樹。
2000年（平成12年）のNHK大河ドラマ『葵 徳川三代』のオープニング映像で使用されたことで有名になった。桜の見頃は4月上旬から4月中旬である。この時期にはライトアップが行われ、観光客や写真家などで賑わう。

## 名前の由来
名称は大坂の陣で活躍した戦国武将後藤基次（又兵衛）に因んでいる。豊臣家崩壊後、後藤基次は大宇陀（現 奈良県宇陀市）の地で暮らし、再興の時期を待ったと伝わるが、桜はその時の後藤家屋敷跡にある。

## 交通アクセス
電車・バス
- 近鉄大阪線 榛原駅下車 → 奈良交通大宇陀行き「大宇陀高校前」下車、徒歩20分。

車
- 名阪国道針ICから国道369号を榛原方面へ・国道370号・国道166号経由、大宇陀地域事務所付近にて案内看板を参照。